# Нова Тухожа
Нова Тухожа (пол. Nowa Tuchorza) — село в Польщі, у гміні Седлець Вольштинського повіту Великопольського воєводства.
Населення — 152 особи (2011).
У 1975-1998 роках село належало до Зеленоґурського воєводства.

## Демографія
Демографічна структура станом на 31 березня 2011 року:
|          | Загалом | Допрацездатний вік | Працездатний вік | Постпрацездатний вік |
| -------- | ------- | ------------------ | ---------------- | -------------------- |
| Чоловіки | 78      | 20                 | 52               | 6                    |
| Жінки    | 74      | 17                 | 46               | 11                   |
| Разом    | 152     | 37                 | 98               | 17                   |